# Ginásio Centro Esportivo Olímpico

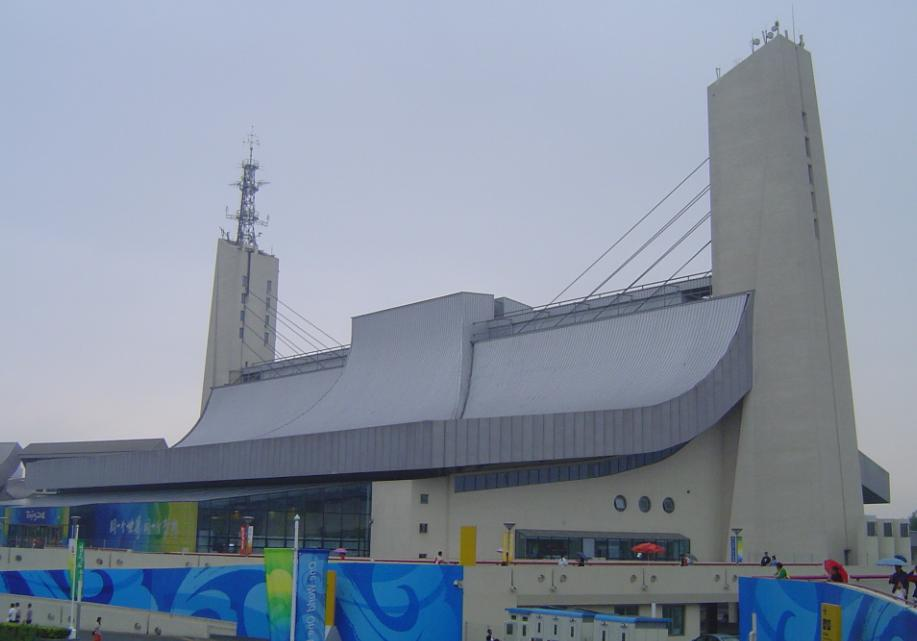
Ginásio Centro Esportivo Olímpico

O  Ginásio Centro Esportivo Olímpico é uma arena indoor próxima ao Estádio Centro Esportivo Olímpico em Pequim, na China.
Localizado na parte sul do Olympic Green, parque que concentrou as principais instalações dos Jogos Olímpicos de Verão de 2008, o ginásio sediou as competições de handebol durante os Jogos. Tem capacidade para 7.000 pessoas e ocupa uma área total de 47.410 m². A reforma no ginásio durou de abril de 2006 ao segundo semestre de 2007.